# 魯本斯 (愛達荷州)
魯本斯（英語：Reubens）是一個位於美國愛達荷州劉易斯縣的城市。

## 地理
魯本斯的座標為46°19′25″N 116°32′31″W / 46.32361°N 116.54194°W，而該地的平均海拔高度為1075米（即3527英尺）。

## 人口
根據2020年美國人口普查的數據，魯本斯的面積為0.44平方千米，當中陸地面積為0.44平方千米，而水域面積為0.00平方千米。當地共有人口46人，而人口密度為每平方千米104.55人。